# Theria fasciata
Theria fasciata là một loài bướm đêm trong họ Geometridae.